# Скоропадський Олександр Петрович
Олександр Петрович Скоропадський (нар. 1986, Полонне, Хмельницька обл. — пом. 7 червня 2023, Вищетарасівка, Дніпропетровська обл.) — український гранатометник, учасник російсько-української війни.

## Життєпис
Народився 1986 року в місті Полонне Хмельницької області.
Служив у першій стрілецькій роті військової частини А4886.
Загинув в районі села Вищетарасівка Дніпропетровської області.
Похований в місті Полонне Хмельницької області.